# الصاید
الصاید یک منطقهٔ مسکونی در سوریه است که در حمص واقع شده‌است.

## خصوصیات
الصاید ۱٬۳۰۹ نفر جمعیت دارد.